# Kodály körönd (métro de Budapest)
Kodály körönd est une station du métro de Budapest. Elle est sur la  .